# Eugene James Keogh
Eugene James Keogh (ur. 30 sierpnia 1907 w Brooklynie, zm. 26 maja 1989 w Nowym Jorku) – amerykański polityk, członek Partii Demokratycznej.

## Działalność polityczna
W 1936 zasiadał w New York State Assembly. W okresie od 3 stycznia 1937 do 3 stycznia 1963 przez trzynaście kadencji był przedstawicielem 9. okręgu, a następnie do 3 stycznia 1967 przez dwie kadencji przedstawicielem 11. okręgu wyborczego w stanie Nowy Jork w Izbie Reprezentantów Stanów Zjednoczonych.